# Koukoulyé
Koukoulyé ou Kukulje (en macédonien Кукуље) est un site géologique de l'est de la Macédoine du Nord. Il est constitué de plusieurs cheminées de fée et se trouve près du village de Trabotivichté, dans la municipalité de Deltchevo. Les cheminées sont sur le flanc du mont Bejaz Tepe, près de la Jelevitsa, un ruisseau affluent de la Bregalnitsa.
Les cheminées sont situées à une altitude d'environ 860 mètres, et l'ensemble s'étend sur 200 mètres de long pour une largeur comprise entre 30 et 50 mètres. Les cheminées les plus hautes font 15 mètres de haut.

## Légendes
Comme de nombreux sites naturels inhabituels, Koukoulyé est à l'origine de plusieurs légendes. Selon l'une d'elles, les cheminées sont des hommes saouls qui rentraient d'un mariage et avaient rencontré Dieu, déguisé en voleur. Ce dernier est horrifié par la mauvaise conduite des hommes et les pétrifie.

## Formation géologique
Les cheminées de Koukoulyé ont été formées par l'érosion du sol par la pluie ainsi que par les infiltration du ruisseau voisin. Le sol, composé de sable et d'argiles du Néogène, est très friable, et les cheminées sont restées grâce à des couches d'argile retenues par des racines qui ont coiffé des piliers.